# Economia de Malta
Malta solament produeix el 20% dels aliments que consumeix, té subministrament limitat d'aigua dolça i no posseeix fonts d'energia pròpies. La posició geogràfica del país, entre la Unió Europea i Àfrica fa que sigui un port d'entrada d'immigració il·legal.
El sector financer ha crescut en els últims anys, i va aconseguir escapar de la crisi econòmica del 2008-2009. Localment s'atribueix això a l'estabilitat del sector bancari del país i a la seva prudents pràctiques de maneig de riscos de préstecs. La recessió econòmica mundial i l'alça de preus d'aigua i electricitat van afectar l'economia del país, que és molt dependent del comerç exterior, de la indústria - especialment d'electrònics i fàrmacs - i del turisme, però el creixement va tornar quan l'economia mundial es va recuperar. Després d'una retracció d'1,2% el 2009 el país va créixer 2% el 2010.
Per a l'entrada a la Unió Europea es van privatitzar algunes empreses que es trobaven sota el control de l'estat i es van liberalitzar els mercats. L'1 de gener de 2008 es va incorporar, al costat de Xipre, a la zona euro.